# 喜德寺
喜德寺，藏语名“喜德嘎贝桑贝林”，俗称“喜德扎仓”（藏語：བཞི་སྡེ་གྲྭ་ཚང་，威利转写：bzhi sde grwa tshang，THL：Zhidé Dratsang），赐名“凝禧寺”，位于中国西藏自治区拉萨市北京东路。

## 历史
喜德寺位于小昭寺西南约500米处。据《七世达赖格桑嘉措传》记载，喜德寺是吐蕃赞普墀祖德赞（815年至836年在位）在大昭寺周围兴修的6座拉康之一，当时名为“嘎瓦”。当时，该拉康的规模较小，编制仅有4名扎巴，寺名“喜德”即来源于此。9世纪，朗达玛灭佛，大昭寺、小昭寺、桑耶寺、喜德寺等众多寺庙受到不同程度毁坏。元朝时，在蔡巴万户长的支持之下，喜德寺在原址的基础上扩建，从拉康逐渐发展成扎仓，编制增至20多人，并且规定了固定的供养制度。
14世纪起，喜德寺成为热振寺的属寺，以及热振活佛的驻锡地。
有说法认为喜德寺属于四大林之一（其他包括丹杰林寺、策墨林寺、功德林寺），但实际上此说是错误的，四大林确切应指丹杰林寺、策墨林寺、功德林寺、策觉林寺，均在七世达赖和八世达赖之间相继建立。
喜德寺早先属于宁玛派寺院，主要念诵胜乐金刚、密集金刚、大威德金刚等经典。第三世热振活佛时期，该寺改宗格鲁派，隶属色拉寺结巴扎仓。
第三世热振活佛阿旺益西楚臣坚赞主持了对喜德寺的修葺及扩建，并自清廷请得御赐寺名“凝禧寺”。道光二十六年（1846年），他奉旨出任摄政。1854年十一世达赖亲政后，他仍掌办商上事务。一年后，十一世达赖突然在布达拉宫暴亡，咸丰帝又命其担任摄政。1853年，咸丰帝颁谕第三世热振活佛：“著加成销去诺门罕，作为哷徵阿齐图呼图克图，并著准其转世。”1856年，因“国理察木多夷案出力”，咸丰帝赏加第三世热振活佛“慧灵”名号，并赐用黄缰。咸丰帝时期，第三世热振活佛对喜德寺进行大规模扩建，“喜德嘎贝桑贝林”之名即始于此。1855年3月，扩建工程竣工，驻藏大臣谆龄代请恩赏匾额，随后获赐“翌赞宗源”匾额，表明了清廷对第三世热振活佛之重视。
1862年，喜德寺遭到严重破坏。当时，第三世热振活佛因革退哲蚌寺堪布之事而与哲蚌寺发生冲突，哲蚌寺僧众联合甘丹寺喇嘛攻打摄政府，造成喜德寺建筑到严重破坏。第三世热振活佛赴北京呈诉，但无果，其“呼图克图”衔名由此革除。其圆寂后，据僧众禀诉，获清廷准许转世。
第五世热振活佛图旦绛白益西丹巴坚赞，在十三世达赖圆寂后，经拉萨三大寺僧人一致推举为摄政。任内，他抵制了英国人在拉萨开办学校，接受了国民政府赐予的“辅国宏化禅师”封号，1943年当选为中国国民党中央候补执行委员。后来，达扎活佛接任摄政，打击第五世热振活佛，酿成“热振事件”。1947年3月，热振活佛被捕，并很快死在布达拉宫厦钦角监狱中。据记载，热振活佛死后，达扎活佛派人将其的尸体装扮后，移至喜德寺内，随后诬陷热振活佛，激起民愤，喜德寺被烧掠。
1949年至1960年，喜德寺尚有僧人300至400人。1960年之后，该寺被毁。1965年至1984年，该寺被中国人民解放军作为军营使用，并修建围墙。1984年驻军离开后，逐渐有市民迁入。
2011年11月29日，在西藏重点文物保护工程项目工作会议上，拉萨市副市长计明南加介绍，拉萨市已确定国家投资项目为哲蚌寺、色拉寺、甘丹寺、小昭寺、聂塘卓玛拉康、热振寺（含喜德寺）等的消防、安防、给排水、电气线路改造以及周边环境整治、文物维修等工程，已全部委托有关单位开展可行性研究报告、初步设计及评审工作。2013年，喜德寺被列入第七批全国重点文物保护单位。

## 建筑

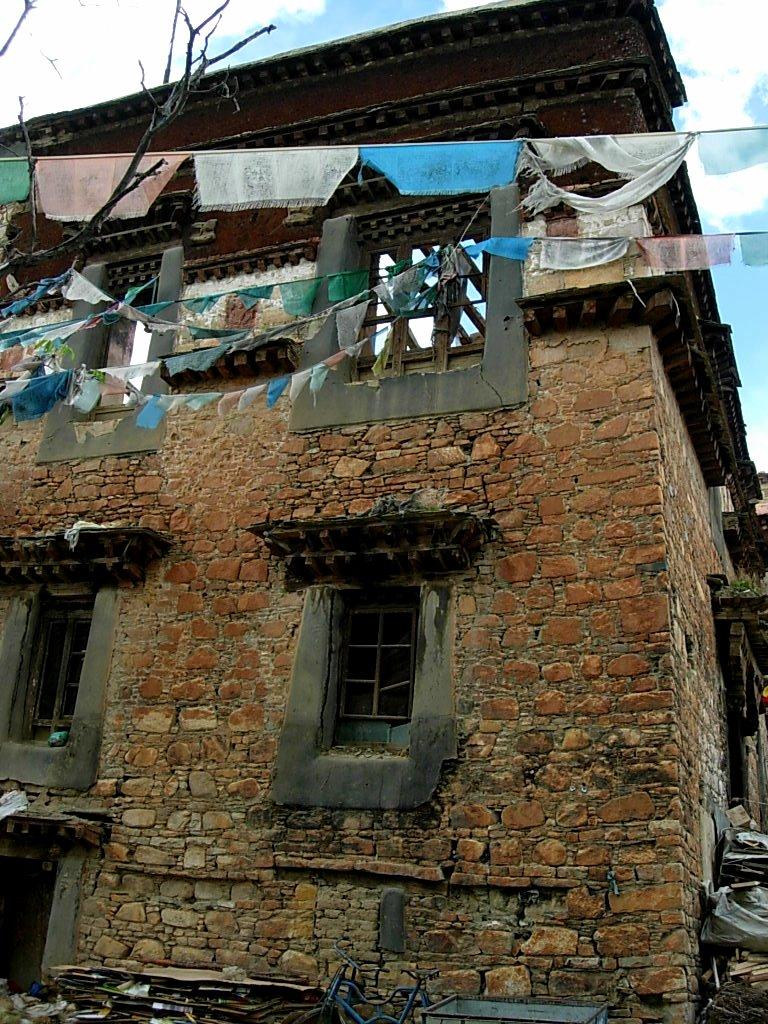
喜德寺近景，摄于2006年7月

喜德寺的主要建筑包括经堂、佛殿、僧舍、僧厨。寺院中心是一方形庭院，后部为佛殿及经堂。庭院的其他三面为僧舍、僧厨。经堂进深7间，面阔9间，有柱48根，中部有一天窗直通二层，四壁均是彩绘装饰。经堂后部是并排的3个佛殿，中间为正殿，两侧为偏殿，三殿相互连通，共有柱12根。原来，殿内有泥塑像以及彩绘壁画。经堂大门前为檐廊，三室五间，两侧为小室。小室有石阶通向二层。喜德寺内僧舍100余间，均为藏式平顶二层建筑。
喜德寺大殿西侧有一个附属建筑，北半部分是后来建的厕所，南半部分是厨房。厨房的楼上靠近东边是一个用矮墙围起来的露天部分，面积共4柱，用来储藏木柴及牛粪等燃料。院子的西北部原有一口石头淡水井，为整个寺院提供饮用水，但如今大院的居民都是从位于院子中间的自来水龙头取水，使用院子西边的专供大院居民使用的公用厕所。
喜德寺北侧有一个如今已不存在的独立区域，其主体建筑的东面、西面、南面均有入口，自1937年起作为担任摄政的热振活佛及其手下担任要职的僧人的卓康（工作生活区）。这里曾有至少两名厨师。整个卓康的面积有16柱。热振活佛自己的房间在主殿北翼、拉康（经堂）的后面，原有5层，活佛自己占用第三、四、五层，每层面积也是16柱。建筑西边尽头还有一个厕所。
南边主殿的地下是储存室，楼上是会见和款待客人的地方。在罗布林卡的主殿，也可以看到相似的布局。喜德寺的主经堂叫“吉吉拉康” (Ji-ji-Lakhang)， 和侧边的拉康一样都是4柱，曾供奉3座神像，现已无从知晓细节。西侧殿供奉强巴佛（未来佛），东侧殿供奉Ji-Abissem buddha。两个侧殿均藏有典籍，放在紧贴东墙和西墙的经书架上。楼梯在建筑的东西两端。
经堂建筑总面积48柱，三个入口，正门在南面，西墙的南边有一个小一点的入口，供后勤、生活杂役和厨房人员进出，西墙的北端还有一个不显眼的小门，进去以后是一个狭窄的院子，从前是重要的僧人和侍僧的宿舍。

## 延伸阅读
- 西藏文化发展公益基金会（THF）（页面存档备份，存于）
- The Temples of Lhasa——Tibetan Buddhist Architecture from the 7th to the 21st Centuries, by Andé Alexander(2005), Serindia Publications, Singapore, ISBN 1932476202